# Station Gasselte
Station Gasselte was een halte in het Drentse dorp Gasselte aan de voormalige spoorlijn Assen - Stadskanaal van de Noordoosterlocaalspoorweg-Maatschappij (NOLS)
tussen Gieten en station Gasselternijveen. De geografische verkorting is Ga.
Het station van het type NOLS halte. Het station had een laag puntdak met een dwarsstaande vleugel. De architect van het stationsgebouw was Eduard Cuypers.
In 2003 werd ter ere van dorpsfeesten op de plaats van het oude station een replica geplaatst van hardboard. Het station lag ten opzichte van het dorp aan de andere zijde van de autoweg naar Stadskanaal.
Assen ·
Beilen ·
Coevorden ·
Dalen ·
Emmen ·
-Zuid ·
Hoogeveen ·
Meppel ·
Nieuw Amsterdam

Zie ook: lijst van voormalige spoorwegstations in Drenthe
0: Gasselternijveen ·
3: Gasselte ·
7: Gieten ·
9: Eext ·
Anderen ·
15: Rolde ·
20: Assen